# 압하지야 분쟁
압하지야 분쟁은 압하지야에서 조지아인들과 압하지야인들 간에 벌어진 민족 충돌이다.
이 충돌은, 친소비에트 지역에서 벌어진 유혈사태 중에 하나로, 미해결 상태로 남아있다. 조지아 정부는 압하지야에게 몇번은 큰 자치권을 제안했다. 그러나, 압하지야의 분리주의 정부와 반대파들이 모두 어떤 형태이든지 조지아와의 연방 체체를 반대했다. 압하지야인들은 그들의 독립을 조지아로부터 해방을 위한 전쟁의 결과라고 여겼고, 반면에 조지아인들은 역사적으로 압하지야가 언제나 조지아의 일부였다고 믿었다. 조지아인들은 1989년의 선거에서와 같이 45.7의 득표율로 압하지야와의 전쟁 전에 가장 규모가 큰 단일 민족 단체를 구성했다. 많은 사람들이 무분별한 전쟁에 돌입해서 그리고 난 다음 전쟁 후 외교에서는 무의미한 처신을 했던 에두아르트 셰바르드나제 정부를 비난한다. 그 전쟁 기간 동안에, 압하지야의 분리주의자 측은 250,000명의 민족적으로 조지아인인 사람들을 추방한 결과를 초래했고, 15,000명이 죽임을 당했던 전 규모의 민족 청소 군사 행동을 실시했다. 조지아인 민족 청소는 리스본, 부다페스트 그리고 이스탄불에서의 유럽 안보 협력 기구(OSCE) 협의에서 공식적 인식되었다. (UN 총의회 결의안 GA/10708에서 언급되기도 했다.) UN 안전보장 이사회는 휴전을 호소하는 일련의 결의안들을 통과시켰다.

## 사건들

### 소비에트 시대
소비에트 시대의 압하시야는 소비에트 사회주의 자치 공화국(압하지야 ASSR)이었고, 공화국의 실재는 그루지야 소비에트 사회주의 공화국(그루지야 SSR)에 속해 있었다.
그루지야 SSR로부터의 탈퇴와 러시아 소비에트 연방 사회주의 공화국(RSFSR)로의 포함을 요구하는 시위 운동들은 1957년 4월, 1967년 4월, 특히 더 심하게는, 1978년 5월과 9월에 일어났다고 보고된다.

### 압하지야 전쟁
충돌은 조지아 정부군과 압하지야에 살던 민족적으로 조지아인들로 조직된 민병대로 구성된 한 편과, 압하지야에 살던 민족적으로 압하지야인들과 아르메니아인들과 러시아인들로 구성된 러시아 세력의 분리주의 군대의 다른 한 편과의 전쟁으로 1992년 8월에 발발한 13개월의 긴 압하지야 전쟁과 뒤얽혔다. 분리주의 자들은 남캅카스 사람들과 코사크인 민병대들과 구다우타에 주둔하고 있던 러시아 군대에게 지원받았다. 그 충돌은 전쟁 중지를 위한 소치 협정에서 결론났다. 그러나, 그 협정의 결과는 지속되지 않았다.

### 전쟁 재개
1998년 4~5월에, 충돌은 수백명의 압하지야 부대가 분리주의를 위한 의회 선거를 지지하기 위해서 그 때까지 조지아인들이 거주하고 있던 마을인 갈리 구역에 진입함으로 또 한번 격상되었다. 반대파의 비반에도 불구하고, 조지아의 대통령 에두아르트 셰바르드나제는 압하지야에 대항한 병력들의 배치 철회를 거절하였다.휴전이 5월 20에 협상되었다. 전쟁의 결과는 양측 모두를 합해 수백명의 사상자들이 생겼고, 게다가 2만명 가량의 조지아계 난민들을 만들었다.
2001년 9월 21일에, 약 4백명의 체첸인 전사들과 80명의 조지아인 게릴라들이 몹시 논쟁의 여지가 있는 상황에서 코도리 계곡에 나타났다. 체첸-조지아 준군사 조직은 수후미 만큼 멀리 진출해 있었지만, 마침내는 압하지야와 러시아 평화 감시군 기반의 압하지야인들과 구다우타들에 의해 격퇴당했다.

### 사카시빌리 시대
조지아의 미헤일 사카시빌리 대통령의 새 정부는 군대를 끌어들이지 않고 충돌의 문제들을 외교와 정치적 논의로만 해결할 것을 약속했다.
독립 국가 연합(CIS)정상 회담에서는 분리주의자들과의 어떠한 교섭도 하지 않기로 결정했을 당시, 압하지야와 러시아 간의 횡단 경제 조합과 수송 기관이 모든 사업들이 국영 사업보다는 개인 사업에 관련된 일로 요구한 러시아와 더불어 그 범위에서 성장했다. 조지아는 압하지야에 있는 러시아 무역항의 끊임없는 이슈들과, 조지아가 러시아 정부에 의한 분리주의자들에 대한 경제적 지원이라고 생각해, 러시아에 의한 그 직후의 퇴직 연금 지불과 다른 금전적 이득들을 엮어서 비난했다.
2006년 5월에 조지아 정부와 압하지야 분리주의자들의 조정 협의회가 2001년 이래 처음으로 소집되었다. 7월 후순에 2006년 코도리 위기가 터졌고, 코도리에 합법상의(데 유레) 압하지야 정부의 수립으로 결론 지었다. 전쟁 후 처음은, 그 정부가 압하지야게 위치해 있었고, 말카크 아키슈바야, 테무르 므차비아, 아다 마르샤냐가 이끌었다.

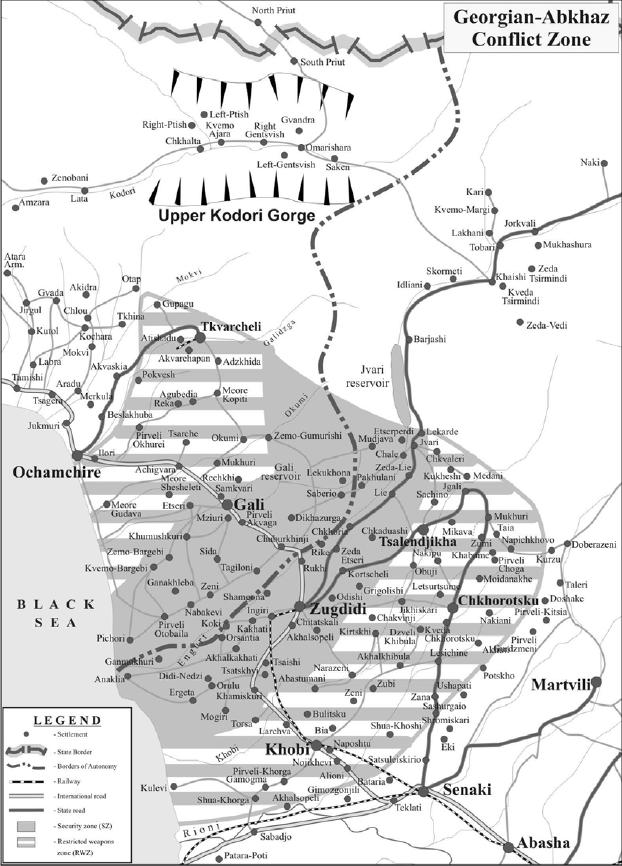
2008년 7월의 조지아-압하지야 교전 지역

현재는 압하지야 측이 충돌의 손실에 대하여 조지아 측으로부터의 미국 화폐로 130억$의 보상금 요구한다. 조지아 측은 그러한 요구를 묵살한다. 2008년 5월 15일에 국제 연합 총회는 모든 난민("민족 청소"의 보고된 희생자들을 포함)들이 압하지야로 되돌아가도록 하고 재산에 대한 권리를 되돌려 받게 하기 위해 그들의 권리를 인정하는 결의안을 채택했다. 전쟁 전의 인구 구성의 통계를 조작하려는 시도를 "유감스럽게 여기고" 그리고 "모든 난민들과 내부 실향민들이 그들 고향으로의 확실한 자발적 귀환을 보증하기 위한 계획표의 신속한 개발"을 요구했다.

### 2008년 8월
2008년 8월 10일에, 남오세티야 전쟁이 분리주의자 반란군과 러시아 공군이 조지아 군대에게 총공격을 퍼붓는 압하지야로 확산되었다. 압하지야의 친모스크바 분리주의자 대통령 세르게이 바가프시는 그의 군대가 그 때까지 그들이 통제하는 코도리 고르게 밖의 조지아 군대에게 중요 "군사 작전"을 펼치고 있다고 말했다. 그 공격의 결과, 조지아 군대는 완전히 압하지야 밖으로 내몰렸다.
2008년 8월 26일에, 러시아는 남오세티야와 압하지야를 독립국으로 공식 승인했다.

### 전쟁 후
전쟁 이후 조지아와 압하지야 간의 관계는 긴장 상태가 남아있다. 조지아는 압하지야의 해양봉쇄 시행에 의해 압하지야의 고립을 증가시켜야 하는 상황에 있다. 2009년 11월에 키예프(우크라이나)에 조지아 대사관의 새 관저의 개관식 동안에, 조지아의 대통령 미헤일 사카시빌리는 "저는 여러분들에게 확신하고 싶습니다, 나의 친애하는 친구들이여, 이 곳은 여러분들의 집입니다. 게다가, 여기에서 여러분들이 언제나 후원을 바랄수 있고 화해할 수 있습니다."라고 연설했고 남오세티야와 압하지야의 거주민들도 대사관을 편리하게 이용할 수 있도록 정했다.

## 같이 보기
- 2008년 남오세티야 전쟁
- 압하지야에서 조지아인 민족 청소
- 수후미 대학살
- 압하지야의 정치
- 러시아-체르케스 전쟁

## 참고 도서
- Chervonnaia, Svetlana Mikhailovna. Conflict in the Caucasus: Georgia, Abkhazia, and the Russian Shadow. Gothic Image Publications, 1994.
- Andrew Andersen. "Russia Versus Georgia: One Undeclared War in the Caucasus."
- Lynch, Dov. The Conflict in Abkhazia: Dilemmas in Russian 'Peacekeeping' Policy. Royal Institute of International Affairs, February 1998.
- MacFarlane, S., N. , “On the front lines in the near abroad: the CIS and the OSCE in Georgia’ s civil wars”, Third World Quarterly, Vol 18, No 3, pp 509– 525, 1997.
- Marshania L., Tragedy of Abkhazia, Moscow, 1996
- White Book of Abkhazia. 1992-1993 Documents, Materials, Evidences. Moscow, 1993.
- Heathe Blair, "Ethnic Conflict as a Tool of Outside Influence: An Examination of Abkhazia and Kosovo.", 2007
- Amy McCallion, Abkhazian Separatism